# Aricagua (Montes)
Pour les articles homonymes, voir Aricagua.
Aricagua est l'une des six paroisses civiles de la municipalité de Montes dans l'État de Sucre au Venezuela. Sa capitale est Aricagua.